# Nohlmarken
Nohlmarken är ett naturreservat i Skövde kommun i Västergötland.
Reservatet ligger strax söder om Skultorps samhälle, söder om Skövde och är skyddat sedan 1996. Det omfattar 7 hektar. 

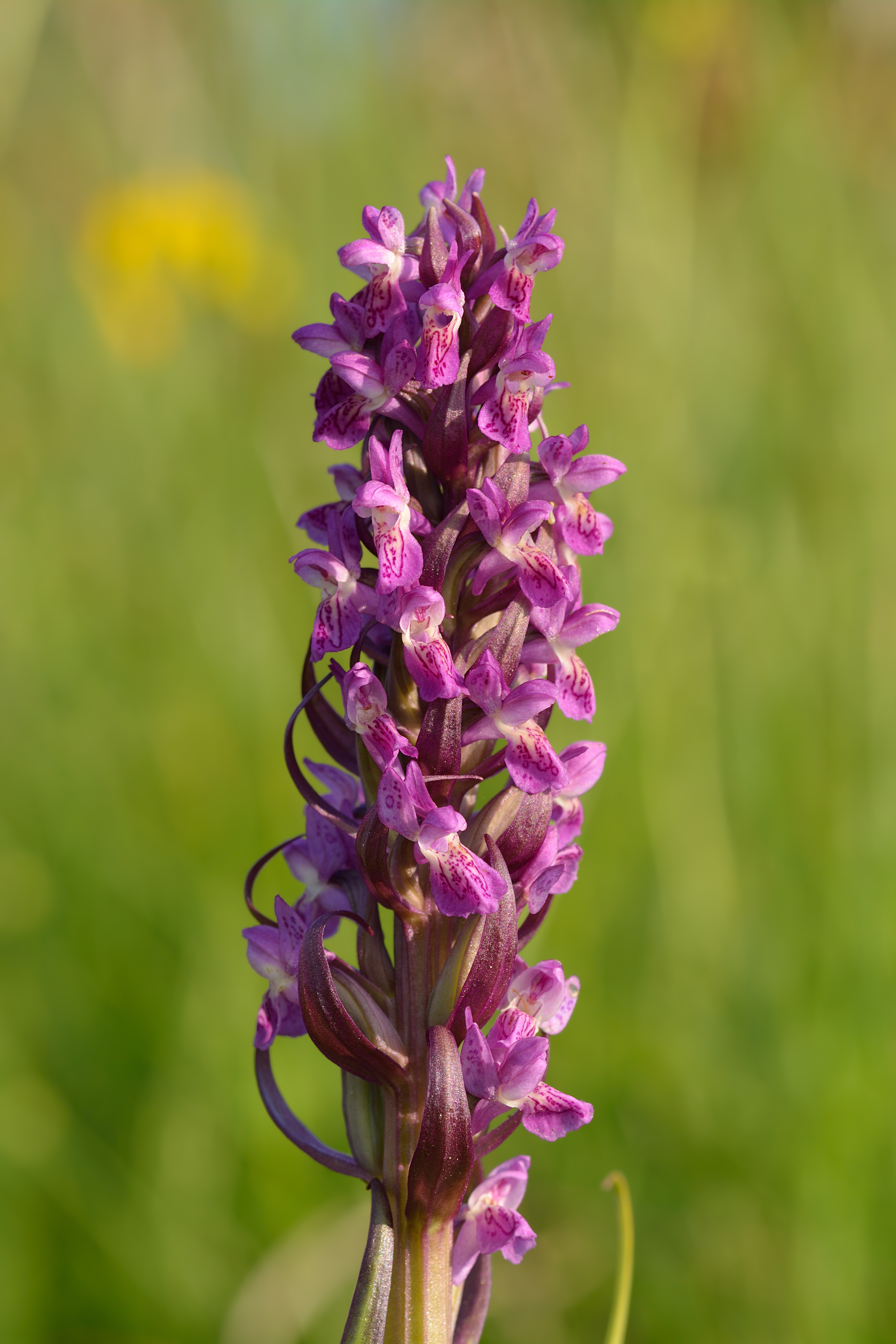
Ängsnycklar

Området ligger i en sluttning, på alunskiffer. Tack vare en kalkrik mark och stora restaureringsinsatser är området mycket artrikt. Där kan man finna ett tiotal orkidéarter, däribland ängsnycklar, flugblomster, brudsporre och kärrknipprot. Nohlmarken är en av de viktigaste lokalerna för stor ögontröst. 
Reservatet ligger inklämt mellan stora högar av rödfyr, bränd alunskiffer. Mitt i området finns av ett rikkärr. Inom området finns även torrare betesmark, fuktig ängsmark och rester efter ett äldre kalkbrott med skyddad kalktuff, naturminne. 
Nohlmarkens naturreservat ingår i EU:s nätverk av skyddade områden, Natura 2000. Det är ett kommunalt naturreservat och förvaltas av Skövde kommun.